# Побуж
Побуж — деревня в Козельском районе Калужской области. Входит в состав Сельского поселения «Село Чернышено».
Расположено примерно в 6 км к юго-востоку от села Чернышено.

## Население
На 2010 год население составляло 4 человека.